# Declaração do Alto Carabaque

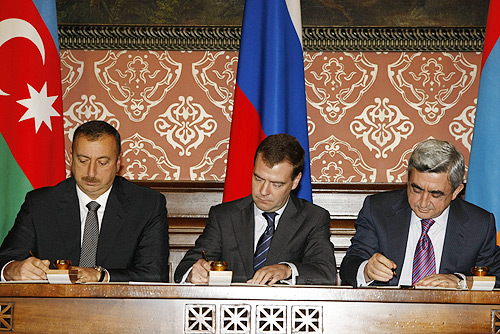
Presidentes do Azerbaijão, Rússia e Armênia (Ilham Aliyev, Dmitry Medvedev e Serj Sargsyan; respectivamente) no momento da assinatura da Declaração sobre o Alto Carabaque

A Declaração do Alto Carabaque (mais formalmente, Declaração da República do Azerbaijão, Armênia e Federação Russa) ou Declaração de Maiendorf, é um documento assinado em 2 de novembro de 2008 no Castelo Meiendorf no Oblast de Moscou, nos bastidores das negociações sobre o conflito no Alto Carabaque.
Este documento foi assinado por Dmitry Medvedev (Rússia), Serzh Sargsyan (Armênia) e Ilham Aliyev (Azerbaijão) e constitui o primeiro documento oficial assinado após o fim da Guerra do Alto Carabaque e o Acordo de Bisqueque de 1994.
Os presidentes do Azerbaijão e da Armênia indicaram a sua intenção de "contribuir para uma situação saudável no Sul do Cáucaso e o estabelecimento da estabilidade e segurança regional através de uma solução política para o conflito do Alto Carabaque, com base nos princípios e normas do direito internacional e aprovada no âmbito das decisões e documentos". 
Reafirmando a importância de continuar os esforços de mediação do Grupo de Minsk da OSCE, à luz do documento de Madrid de 29 de novembro de 2007, e das discussões posteriores.[carece de fontes?]
As partes chegaram a um acordo que "alcançam uma solução de paz que deve ser acompanhada por um instrumento juridicamente vinculativo de garantias internacionais em todos os seus aspectos e fases".[carece de fontes?]
De acordo com o co-presidente russo do Grupo de Minsk, Yuri Merzlyakov, o valor principal da declaração é que foi a primeira desde 1994, acordada na resolução do conflito no Alto Carabaque, e concluiu "diretamente entre as duas partes em conflito"